# 장한구

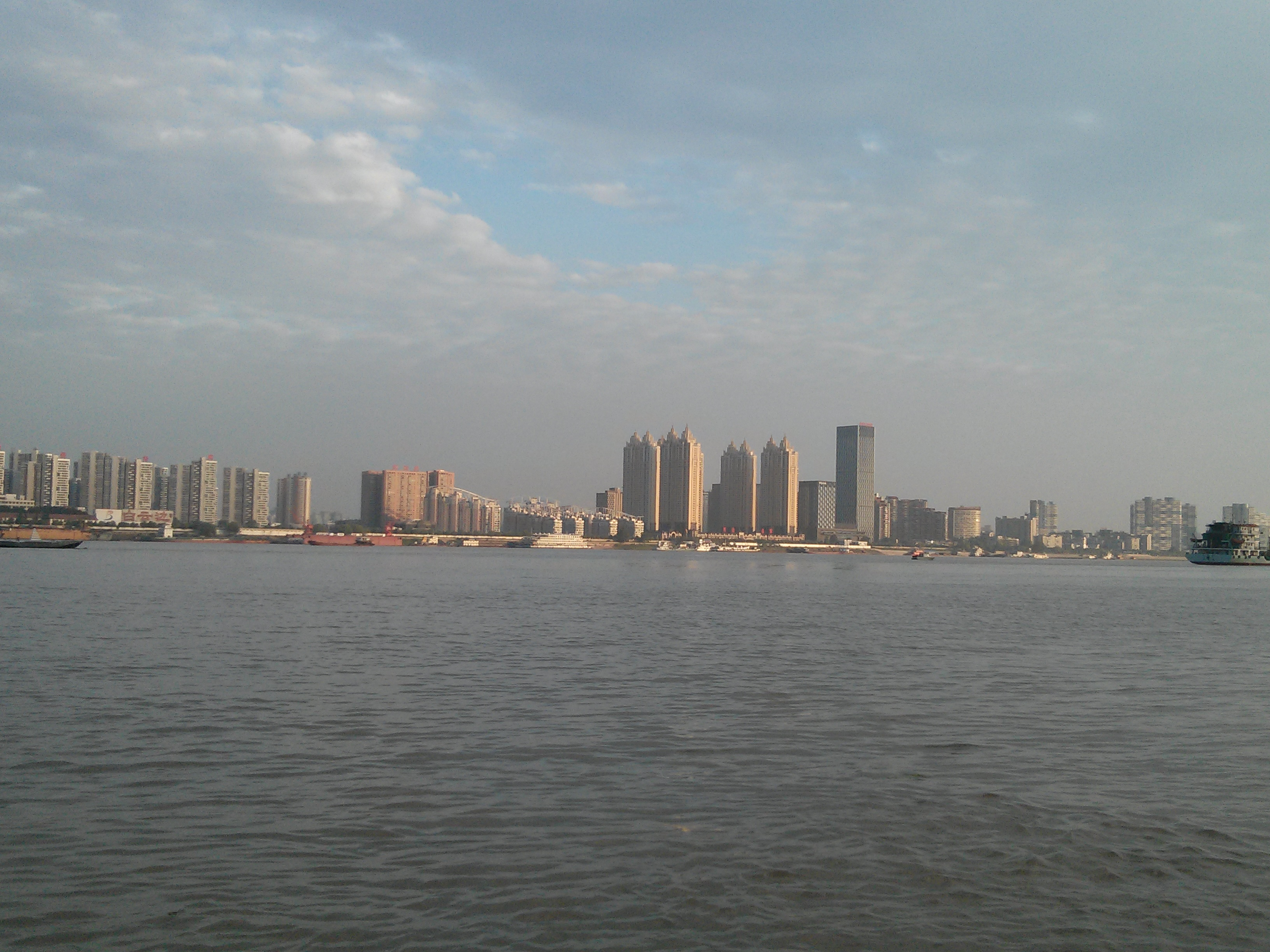

장한구(한국어: 강한구, 중국어: 江汉区, 병음: Jiānghàn Qū)는 중화인민공화국 후베이성 우한시의 현급 행정구역이다. 넓이는 33km2이고, 인구는 2007년 기준으로 470,000명이다.

## 행정 구역
12개 가도를 관할한다.
- 가도: 民族街道,万松街道,常青街道,新华街道,汉兴街道,前进街道,花水街道,北湖街道,民权街道,唐家墩街道,满春街道,民意街道